# Pic Quandary
Le pic Quandary, en anglais Quandary Peak, est un sommet montagneux américain dans le comté de Summit, au Colorado. Il culmine à 4 348 mètres d'altitude dans le chaînon Tenmile. Il est protégé au sein de la forêt nationale de White River et du Camp Hale-Continental Divide National Monument.